# Ninfeu de Nero
Ninfeu de Nero era um grande ninfeu cenográfico que o imperador Nero mandou construir ao longo da fachada nordeste do pódio do Templo do Divino Cláudio, no monte Célio, durante as obras de construção de sua monumental Casa Dourada. O ninfeu podia ser admirado a partir de uma das alas do palácio no Esquilino.

## História
A construção do ninfeu começou depois do incêndio de 64, quando o imperador começou as obras de construção de sua nova villa, a chamada "Casa Dourada" (Domus Aurea). Depois da morte de Nero, em 68, as obras foram interrompidas e parte do palácio foi demolido. Não é claro se o ninfeu já estava completo, mas o que restou é o que foi poupado durante as obras de reconstrução do Templo do Divino Cláudio. Já no final do século I, vários edifícios foram construídos à frente do ninfeu e uma escada passou a dar acesso à parte superior da colina.
As ruínas do ninfeu foram descobertas em 1880, durante a construção da moderna Via Claudia.

## Descrição
O Ninfeu de Nero tinha 167 metros de comprimento e 11 metros de altura; sua estrutura era de concreto revestida de mármore. Por todo o comprimento, o ninfeu era decorado por colunas, nichos e várias fontes cuja água provinha dos Arcos de Nero, uma ramificação com cerca de dois quilômetros de extensão da Água Cláudia construída por ordem do mesmo Nero levar água para a Casa Dourada.
A aparência do ninfeu provavelmente era similar às fontes que Nero havia construído em sua sala de jantar no palácio no Palatino, composta também por um esquema de colunas e decorada em mármores coloridos. Contudo, o Ninfeu Neroniano era cerca de doze vezes maior.
Da estrutura se conserva apenas o núcleo de concreto, composto por sete nichos alternadamente quadrados e semicirculares, dos quais o central, quadrado, é maior e apresenta uma abside; todo o revestimento em mármore foi removido. Este nicho absidado foi depois incorporado por um oratório, o Oratorio di San Lorenzo, e pintado com afrescos.